# Asociación Guatemalteca de Rugby
La Asociación Guatemalteca de Rugby (AGR), también conocida como Asociación Nacional de Rugby es el ente regulador del rugby en ese país. Es una Asociación Deportiva Nacional de la Confederación Deportiva Autónoma de Guatemala

## Reseña histórica
La asociación se crea en el 2008 con la unión de unos pocos clubes y ese mismo año se afilia a la Confederación Sudamericana de Rugby como miembro asociado, ente que reúne a uniones de Sudamérica y de Centroamérica, no se encuentra afiliada a la International Rugby Board
También organiza el Torneo Guatemalteco de Rugby Unión y otros torneos, entre los que se encuentra los de seven.
La AGR forma la selección mayor y de rugby 7 que representan al país en torneos internacionales.
En el 2012 se produjo los debut de dichas selecciones en torneos de la CONSUR; en marzo, la selección de rugby 7 participó del Seven Sudamericano Masculino 2012 de Río de Janeiro y en diciembre el equipo de XV hizo lo propio en el Sudamericano de Rugby C 2012 que coorganizó con la CONSUR recibiendo a Costa Rica, Ecuador y a El Salvador.

## Torneo Guatemalteco[5]
Son 11 los clubes participantes de la Liga Nacional de Rugby del 2013, dos de ellos del vecino país de El Salvador.
- Rugby Sacatepéquez (Sacatepéquez)
- San José María RC
- Julio Verne RC (San José Pinula)
- Xela FRC (Quetzaltenango)
- Toros Reu (Retalhuleu)
- Cuscatlán RC de (San Salvador, El Salvador)
- Guatemala RC
- Guatemala Quetzal RC
- Santa Rosa RC
- Suchitepéquez RC (Mazatenango)
- Santa Tecla RC (San Salvador, El Salvador)